# البشير زرق العيون
البشير زرق العيون (1912 - 18 جانفي 1999)، سياسي ومناضل وطني تونسي كان يعد من أقرب المقربين من الرئيس الحبيب بورقيبة. ولد عام 1912 في جربة ميدون واشتغل في التجارة في العاصمة. إنضم إلى المقاومة السرية منذ أواسط الثلاثينات وفي 19 جويلية 1940 حكمت عليه سلطات الحماية بالإعدام شنقا ثم بعد الاستئناف بالأشغال الشاقة مدى الحياة في 9 جانفي 1941. كان بشير زرق العيون المؤسس الرئيسي للجنة المقاومة داخل الحزب الحر الدستوري الجديد كما تزعم منظمة اليد السوداء التي قامت بعدة عمليات مضادة لمنظمة اليد الحمراء الفرنسية. ساهم بعد إمضاء اتفاقيات الاستقلال الداخلي ضمن «لجان اليقظة» صحبة محجوب بن علي وحسن بن عبد العزيز بترجيح الكفة لصالح الزعيم بورقيبة في صراعه ضد صالح بن يوسف رغم القرابة العائلية التي كانت تجمعه مع هذا الأخير. بعد الاستقلال تولى زرق العيون لسنوات طويلة رئاسة المجلس الاستشاري للمقاومين وأنتخب عضوا في مجلس الأمة سنوات 1959، 1964، 1969، 1974 عن دائرة تونس الأولى، كما أصبح عضوا في اللجنة المركزية والديوان السياسي للحزب الاشتراكي الدستوري. لعب عام 1961 دورا هاما إلى جانب وزير الداخلية الطيب المهيري في التخطيط لاغتيال صالح بن يوسف في ألمانيا. كان عام 1970 أحد أعضاء هيئة المحكمة العليا التي حكمت على الوزير السابق أحمد بن صالح ب10 سنوات أشغالا شاقة. رغم عدم توليه لأي حقيبة وزارية كان لزرق العيون وزن في المنظومة البورقيبية يتجاوز صلوحيات المناصب التي أسندت إليه، وكان يعد أحد رجال الخفاء للرئيس الراحل وأحد أعوانه الأكثر وثوقا.